# Sergio Arriagada
Sergio Arriagada Cousin fue un destacado músico multiinstrumentista y compositor chileno, quien conformó distintas agrupaciones musicales relacionadas con el folclor chileno y latinoamericano. Compositor y creador de la primera canción dedicada a la muerte de Salvador Allende bajo el título de Para un Presidente muerto, grabada con Los Calchakis en 1974.
Falleció en París, Francia el 16 de agosto de 2019, producto de una larga enfermedad

## Estudios
Arriagada estudió música y guitarra clásica en el Conservatorio Nacional de Chile, y luego completó sus estudios en la École Normale de Musique de París.

## Carrera musical
En 1969 integró la banda de música andina Los Calchakis, con quienes obtuvo el premio Charles Cross en 1970 como mejor álbum de música extranjera. Paralelamente a su paso por Los Calchakis, también integró la banda Recabarren dirigida por el compositor y pianista Sergio Ortega. El estilo de esta agrupación fue la canción protesta, en contra de la Dictadura de Chile de Augusto Pinochet. Adicionalmente, perteneció a la banda argentina Agrupación Música, especializada en música de cámara de la América Latina colonial.
Arriagada ha colaborado además con numerosos artistas musicales, tales como Isabel Parra, Ángel Parra, Patricio Castillo o Héctor Pavez, así como Mikis Theodorákis, Juan José Mosalini, Gustavo Beitelman, Enzo Gieco, José Carreras, etc.
En 2003 se incorporó como colaborador musical de la facción francesa de la banda Quilapayún.
Ha publicado en Francia numerosos libros de estudio para flauta y solfeo. Desde 1985 ha sido profesor titular de Flauta y Formación Musical en la École Nationale de Musique de Pantin, situada en la comuna francesa de Pantin.